# J. K. Dobbins
J'Kaylin „J. K.“ Dobbins (* 17. Dezember 1998 in Houston, Texas) ist ein US-amerikanischer American-Football-Spieler auf der Position des Runningbacks. Aktuell spielt er für die Denver Broncos in der National Football League (NFL).

## Frühe Jahre und College
Dobbins besuchte die La Grange High School in La Grange, Texas. Dort erreichte er insgesamt 5149 Rushing Yards und 74 Touchdowns. Nach seinem Highschoolabschluss erhielt er ein Stipendium der Ohio State University, um dort im Footballteam zu spielen. Direkt in seinem ersten Jahr wurde er zum Starter und erreichte insgesamt 1403 Yards und 7 Touchdowns. Damit ist er der Freshman mit den meisten Rushing Yards in der Geschichte der Ohio State University. Insgesamt erreichte er in seinen 3 Jahren an der Schule 4459 Yards und 38 Touchdowns, dazu kommen Passfänge für 645 Yards und 5 Touchdowns von Quarterbacks Dwayne Haskins und später Justin Fields.  Insgesamt hat er die zweitmeisten Rushing Yards in der Geschichte der Schule nach Archie Griffin. Besonders in seinem letzten Jahr überzeugte er und wurde ins First-Team All-American und First-Team All-Big Ten gewählt. Schon 2017 und 2018 wurde er ins Second-Team All-Big Ten gewählt, des Weiteren erhielt er 2019 den Earl Campbell Tyler Rose Award. Zusätzlich war er auch mit seiner Mannschaft erfolgreich, so konnte er in allen drei Jahren die Big Ten-Conference gewinnen sowie 2017 den Cotton Bowl Classic und 2018 den Rose Bowl.

## NFL

### Baltimore Ravens
Nach drei Jahren am College entschied sich Dobbins, am NFL Draft 2020 teilzunehmen. Dort wurde er in der 2. Runde an 55. Stelle von den Baltimore Ravens ausgewählt. Sein Debüt für die Ravens gab er direkt am 1. Spieltag beim 38:6-Sieg gegen die Cleveland Browns, bei dem er direkt auch 2 Touchdowns erzielte. Sein erstes Spiel, in dem er mehr als 100 Yards erlaufen konnte, war die 24:28-Niederlage gegen die Pittsburgh Steelers am 8. Spieltag. Gegen Ende der Saison etablierte sich Dobbins mehr als wichtiger Teil der Offense der Ravens. So konnte er ab dem 11. Spieltag in jedem restlichen Spiel der Regular Season mindestens einen Touchdown erzielen, ausgenommen am 12. Spieltag, da er aufgrund einer Erkrankung an COVID-19 das Spiel verpasste. Am 16. Spieltag stand er beim 27:13-Sieg gegen die New York Giants das erste Mal in der Startformation der Ravens. Am letzten Spieltag konnte er beim 38:3-Sieg gegen die Cincinnati Bengals sein statistisch bestes Saisonspiel abliefern, er lief mit dem Ball für 160 Yards und 2 Touchdowns. Da die Ravens in dieser Saison 11 Spiele gewannen und nur 5 verloren, qualifizierten sie sich für die Playoffs. Dort gab Dobbins beim 20:13-Sieg gegen die Tennessee Titans sein Debüt, bei dem er auch in der Startformation stand und für 43 Yards und einen Touchdown lief. Beim Spiel gegen die Buffalo Bills in der 2. Runde kam er auch zum Einsatz, allerdings schieden die Ravens mit 3:17 aus. Insgesamt spielte er in seiner Rookie-Saison schon eine wichtige Rolle für die Ravens und kam in insgesamt 15 Spielen der Regular Season sowie 2 Spielen der Postseason zum Einsatz, dabei war er jeweils einmal Starter.
Im letzten Spiel der Preseason vor der Saison 2021 zog er sich einen Kreuzbandriss zu, weswegen er die gesamte Saison verletzungsbedingt verpasste. Auch die ersten beiden Spiele der Saison 2022 verpasste Dobbins noch verletzungsbedingt. Sein Comeback gab er schließlich am 3. Spieltag beim 37:26-Sieg gegen die New England Patriots, bei dem er siebenmal mit dem Ball für 23 Yards lief. Bei der 20:23-Niederlage gegen die Buffalo Bills konnte er seinen ersten Touchdown der Karriere nach einem Pass von Lamar Jackson fangen. Dazu konnte er mit dem Ball noch einen Touchdown erlaufen. Bei der 20:24-Niederlage gegen die New York Giants am 6. Spieltag zog sich Dobbins allerdings eine Knieverletzung zu, sodass er erneut einige Wochen ausfiel. Bei seinem erneuten Comeback am 14. Spieltag beim 16:14-Sieg gegen die Pittsburgh Steelers konnte er allerdings direkt mit dem Ball 120 Yards und einen Touchdown erlaufen, bei der 3:13-Niederlage gegen die Cleveland Browns am folgenden Spieltag gelangen ihm sogar 125 Yards, seine Saisonhöchstleistung. Obwohl er in nur acht Spielen der Regular Season zum Einsatz kam, war er der zweitbeste Rusher in der Saison nach Quarterback Jackson. Da die Ravens in der Saison 10 Spiele gewannen und nur sieben verloren konnten sie sich für die Playoffs qualifizieren. Dort trafen sie in der ersten Runde auf die Cincinnati Bengals, was die Ravens jedoch mit 17:24 verloren. Dobbins konnte dabei einen Touchdown nach Pass von Tyler Huntley erzielen.
In die Saison 2023 startete Dobbins als Starting Runningback der Ravens vor Gus Edwards. So stand er direkt am 1. Spieltag beim 25:9-Sieg gegen die Houston Texans in der Startformation, bei dem er auch direkt einen Touchdown erlaufen konnte. Allerdings riss sich Dobbins in diesem Spiel die Achillessehne, sodass er auf die Injured Reserve Liste gesetzt werden musste und verletzungsbedingt für den Rest der Saison ausfiel. Nach Saisonende wurde er ein Free Agent.

### Los Angeles Chargers
Im April 2024 nahmen die Los Angeles Chargers Dobbins unter Vertrag. Dort entwickelte er sich schnell zum Stammspieler auf der Runningbackposition. Bereits am 1. Spieltag der Saison 2024 gab er beim 22:10-Sieg gegen die Las Vegas Raiders sein Debüt für sein neues Team, bei dem er mit dem Ball für 135 Yards und einen Touchdown lief. Daraufhin war er am 2. Spieltag beim 26:3-Sieg gegen die Carolina Panthers erstmals Starter für sein neues Team und konnte mit dem Ball für 131 Yards und einen Touchdown laufen. Sowohl am 9. Spieltag beim 27:10-Sieg gegen die Cleveland Browns als auch am 11. Spieltag beim 34:27-Sieg gegen die Cincinnati Bengals konnte Dobbins sogar für zwei Touchdowns laufen. Am 12. Spieltag zog er sich bei der 23:30-Niederlage gegen sein altes Team, die Baltimore Ravens, eine Knieverletzung zu und musste mehrere Wochen verletzungsbedingt pausieren. Zum Ende der Regular Season kam er jedoch wieder zum Einsatz. Mit insgesamt 905 erlaufenen Yards war Dobbins der beste Läufer seiner Mannschaft in der Saison. Da die Chargers in der Saison 11 Spiele gewannen und nur sechs verloren, konnten sie sich für die Playoffs qualifizieren. Dort unterlagen sie jedoch in der ersten Runde den Houston Texans mit 12:32, Dobbins kam als Starter auf neun Läufe für 26 Yards.
Denver Broncos
Am 10. Juni 2025 unterzeichneten die Denver Broncos mit Dobbins einen Einjahresvertrag über 5,25 Millionen Dollar.

## Karrierestatistiken
| Legende | Legende            |
| ------- | ------------------ |
| Fett    | Karrierehöchstwert |

### Regular Season
| Saison                             | Team             | Spiele | Spiele  | Rushing      | Rushing      | Rushing      | Rushing      | Rushing      | Receiving    | Receiving    | Receiving    | Receiving    | Receiving    | Fumbles      | Fumbles      | TD gesamt    |
| Saison                             | Team             | Gesamt | Starter | Versuche     | Yards        | Avg          | Lang         | TD           | Passfänge    | Yards        | Avg          | Lang         | TD           | Gesamt       | verloren     | TD gesamt    |
| ---------------------------------- | ---------------- | ------ | ------- | ------------ | ------------ | ------------ | ------------ | ------------ | ------------ | ------------ | ------------ | ------------ | ------------ | ------------ | ------------ | ------------ |
| 2020                               | Ravens           | 15     | 1       | 134          | 805          | 6,0          | 72           | 9            | 18           | 120          | 6,7          | 19           | 0            | 2            | 0            | 9            |
| 2021                               | Ravens           | 0      | 0       | Ohne Einsatz | Ohne Einsatz | Ohne Einsatz | Ohne Einsatz | Ohne Einsatz | Ohne Einsatz | Ohne Einsatz | Ohne Einsatz | Ohne Einsatz | Ohne Einsatz | Ohne Einsatz | Ohne Einsatz | Ohne Einsatz |
| 2022                               | Ravens           | 8      | 8       | 92           | 520          | 5,7          | 44           | 2            | 7            | 42           | 6,0          | 20           | 1            | 0            | 0            | 3            |
| 2023                               | Ravens           | 1      | 1       | 8            | 22           | 2,8          | 4            | 1            | 2            | 15           | 7,5          | 10           | 0            | 0            | 0            | 1            |
| 2024                               | Chargers         | 13     | 11      | 195          | 905          | 4,6          | 61           | 9            | 32           | 153          | 4,8          | 15           | 0            | 0            | 0            | 9            |
| Gesamte Karriere                   | Gesamte Karriere | 37     | 21      | 429          | 2252         | 5,2          | 72           | 21           | 59           | 330          | 5,6          | 20           | 1            | 2            | 0            | 22           |
| Quelle: pro-football-reference.com |                  |        |         |              |              |              |              |              |              |              |              |              |              |              |              |              |

### Postseason
| Saison                             | Team             | Spiele | Spiele  | Rushing                         | Rushing                         | Rushing                         | Rushing                         | Rushing                         | Receiving                       | Receiving                       | Receiving                       | Receiving                       | Receiving                       | Fumbles                         | Fumbles                         | TD gesamt                       |
| Saison                             | Team             | Gesamt | Starter | Versuche                        | Yards                           | Avg                             | Lang                            | TD                              | Passfänge                       | Yards                           | Avg                             | Lang                            | TD                              | Gesamt                          | verloren                        | TD gesamt                       |
| ---------------------------------- | ---------------- | ------ | ------- | ------------------------------- | ------------------------------- | ------------------------------- | ------------------------------- | ------------------------------- | ------------------------------- | ------------------------------- | ------------------------------- | ------------------------------- | ------------------------------- | ------------------------------- | ------------------------------- | ------------------------------- |
| 2020                               | Ravens           | 2      | 1       | 19                              | 85                              | 4,5                             | 13                              | 1                               | 4                               | 45                              | 11,3                            | 31                              | 0                               | 0                               | 0                               | 1                               |
| 2022                               | Ravens           | 1      | 1       | 13                              | 62                              | 4,8                             | 15                              | 0                               | 4                               | 43                              | 10,8                            | 27                              | 1                               | 0                               | 0                               | 1                               |
| 2023                               | Ravens           | 0      | 0       | verletzungsbedingt ohne Einsatz | verletzungsbedingt ohne Einsatz | verletzungsbedingt ohne Einsatz | verletzungsbedingt ohne Einsatz | verletzungsbedingt ohne Einsatz | verletzungsbedingt ohne Einsatz | verletzungsbedingt ohne Einsatz | verletzungsbedingt ohne Einsatz | verletzungsbedingt ohne Einsatz | verletzungsbedingt ohne Einsatz | verletzungsbedingt ohne Einsatz | verletzungsbedingt ohne Einsatz | verletzungsbedingt ohne Einsatz |
| 2024                               | Chargers         | 1      | 1       | 9                               | 26                              | 2,9                             | 8                               | 0                               | 0                               | 0                               | 0,0                             | 0                               | 0                               | 0                               | 0                               | 0                               |
| Gesamte Karriere                   | Gesamte Karriere | 4      | 3       | 41                              | 173                             | 4,2                             | 15                              | 1                               | 8                               | 88                              | 11,0                            | 31                              | 1                               | 0                               | 0                               | 2                               |
| Quelle: pro-football-reference.com |                  |        |         |                                 |                                 |                                 |                                 |                                 |                                 |                                 |                                 |                                 |                                 |                                 |                                 |                                 |